# Eschelbach (Epbach)
Der Eschelbach ist ein Bach im Stadtgebiet von Neuenstein im baden-württembergischen Hohenlohekreis. Nach 22⁄3 km langem Lauf nach etwa Westnordwesten mündet er am unteren Ortsrand von Neuenstein von links in den Epbach. Er fließt aus seinen Oberläufen Eichholzbach und Rotbächle zusammen. Mitsamt dem längeren linken Eichholzbach, der in der Waldgemarkung von Waldenburg entspringt, ist er 41⁄2 km lang.

## Geographie
Der Eschelbach entsteht im Dorf Eschelbach von Neuenstein durch den verdolten Zusammenfluss seiner fast bis zuletzt offen fließenden Oberläufe Eichholzbach und Rotbächle unter der Einmündung des Hangwegs in die Kelterstraße auf etwa 290 m ü. NHN.

### Linker Oberlauf Eichholzbach
Der Eichholzbach ist der längere linke Oberlauf des Eschelbach. Er entspringt südöstlich über Eschelbach am steilen, blockschuttreichen Waldhang im Gewann Krebsklinge noch auf der Stadtgemarkung von Waldenburg, weniger als einen halben Kilometer westlich des zu diesem gehörigen Albert-Schweitzer-Kinderdorfs auf der Hochfläche der Waldenburger Berge. Er hat mehrere, nur unbeständig wasserführende Quelläste von um 300 Metern Länge, die kleine Keuperklingen in den Hang eingeschnitten haben und im Mittel auf etwa 410 m ü. NHN beginnen.
Im Büschel nach Nordwesten laufend, vereinigen sie sich endgültig nach reichlich einem halben Kilometer auf etwa 340 m ü. NHN am unteren Hangfuß. Ab dort fließt der Eichholzbach, nunmehr auf Neuenstein-Eschelbacher Gemarkung, meist um einen Meter breit, geschlungen bis mäandrierend in einer Gehölzgalerie zwischen Wiesen und Äckern auf Eschelbach zu. Linksseits ist der Hang nun recht flach, während rechtsseits das Gelände über am Unterhang stehende Weinberge und den Wald darüber steil zum Spornplateau des Eichbergs (ca. 492 m ü. NHN)  ansteigt.
Auf dem Grund des Baches liegen Sand und Kies, stellenweise Steine, zuweilen fließt er auch über anstehenden Fels und stürzt kleine Fälle herab. Gleich nach dem Waldaustritt nimmt er von links einen letzten, nunmehr dauerhafter wasserführenden kurzen Bergbach auf, halben Wegs auf Eschelbach zu dann einen noch kürzeren, flach fließenden Offenlandbach. Gut hundert Meter vor der Ortsgrenze durchläuft er eine Gruppe von mit Dämmen angestauten Teichen, der einzige größere von ihnen liegt am rechten Ufer und ist weniger als 0,2 ha groß. Obgleich der Bachlauf im Ortsbereich an den Hinterhöfen vorbei weniger naturnah ist, stehen doch auch dort bis hin zur Kelterstraße weiterhin Bäume am Ufer.
Der Eichholzbach mündet nach 1,9 km langem Lauf mit mittlerem Sohlgefälle von etwa 63 ‰ rund 120 Höhenmeter unterhalb seines Ursprungs in der Krebsklinge. Sein Einzugsgebiet ist etwa 2,3 km² groß.

### Rechter Oberlauf Rotbächle
Der kürzere rechte Oberlauf Rotbächle des Eschelbachs beginnt seinen Lauf etwa 0,7 km südwestlich des Neuensteiner Dorfes Kesselfeld am nördlichen Bergfuß des Eichbergs auf etwa 325 m ü. NHN in einem Feldgehölz zwischen einer Wiese und einem Acker. Er wendet sich früh auf westlichen Lauf, zunächst in einem recht geraden, aber doch bald von Gehölz am Ufer begleiteten Graben. Nachdem von links ein zweiter Quellast aus der Hölle zugeflossen ist, der auch einen Teich in einer ehemaligen Tongrube entwässert, weitet sich die Begleitgalerie im Gewann Koppen zu einem Auenwäldchen aus rechtsseits Erlen und Eschen, linksseits am steileren Bergfuß Eichen, Hainbuchen und Haseln.
Dieses als Naturdenkmal geschützte Feuchtgebiet durchläuft der Bach allenfalls einen Meter breit in natürlichen Mäandern mit steilen Prall- und flachen Gleithängen, das Sediment auf dem Bachgrund ist schlammig bis sandig.
Nach einem Viertelkilometer endet das Wäldchen und das Rotbächle fließt nun, teils von einem schmalen Wiesenstreifen getrennt, zwischen Obstwiesen, jenseits der linken ziehen sich die Weinberge wenig entfernt den Eichberg-Hang hinauf. Anfangs ist der Bach noch von einer Galerie begleitet, doch bald sind die Ufer kahl. Nach dem Eintritt in die Ortskontur von Eschelbach stehen anfangs wieder Bäume am Lauf, der erst an der Kelterstraße in eine Verdolung eintritt.
Das Rotbächle mündet nach 1,3 km langem Lauf mit mittlerem Sohlgefälle von etwa 28 ‰ rund 35 Höhenmeter unterhalb seines Ursprungs. Es hat ein etwa 1,2 km² großes Einzugsgebiet.

### Verlauf
Der auf etwa 290 m ü. NHN unterirdisch unter der Kelterstraße in Eschelbach entstandene Eschelbach fließt verdolt unter dieser Hauptstraße des Dorfes westwärts und erst auf dem letzten Viertelkilometer vor dem unteren Dorfrand wieder offen.
Unterhalb des Ortes fließt der Bach geschlungen, um zwei Meter breit und bis zwei Meter eingetieft zwischen bis zu 100 % steilen Böschungen über lehmigen bis sandigen Grund. Mancherorts sind Sohlschwellen eingebaut. Ihn begleitet ein zuweilen aussetzendes Gehölz am Ufer, in dem vor allem Fahlweiden, Eschen und Schwarzerlen stehen. Stellenweise zeigt der Bach Ansätze, Steil- und Prallufer auszubilden.
In den linksseits liegenden Gewannen Bodenwiesen und Burkhardsfeld läuft der Bach am rechten Rand seiner Aue, früher lief dort in beiden ein gut 200 Meter langer, von Quellen am linken Hang gespeister Auenbach dem Eschelbach parallel, der etwas nach der Wendung des Tales nach Nordwesten in diesen einmündete. Von ihm ist in den Ackerflächen der beiden flurbereinigten Gewanne heute nichts mehr zu erkennen. Im alten Mündungsbereich liegt dagegen heute auf etwa 266 m ü. NHN ein unter 0,2 ha großer, gehölzumrandeter Teich am linken Ufer.
Unterhalb des Teichs mäandriert der Eschelbach zwischen seiner weiterlaufenden Begleitgalerie, mit verursacht durch Schwarzerlen, die als Prallbäume sogar im Lauf stehen, und seine Bettbreite variiert stark. Die Eintiefung ist nun geringer. Nach der querenden Brücke eines Feldweges gibt es auch Uferabbrüche und kleine Anschwemmungen sind zuweilen am Laufrand abgelagert.
Etwa einen Viertelkilometer vor seiner Mündung unterquert der Eschelbach gleich nacheinander die dort noch dicht parallel geführten Landesstraßen 1035 und dann 1051. Jenseits läuft er hinter einem Gewerbegebäude am unteren Ortsrand von Neuenstein vorbei und fließt dann gegenüber den Sportplätzen von Neuenstein auf 255,1 m ü. NHN von links in den unteren Epbach ein.
Der Eschelbach ist ab dem Zusammenfluss seiner Oberläufe in Eschelbach 2,6 km lang, hat auf dieser Strecke ein mittleres Sohlgefälle von etwa 13 ‰ und mündet etwa 35 Höhenmeter unterhalb dieses Zusammenflusses. Zusammen mit seinem längeren Oberlauf Eichholzbach ist er 4,5 km lang, hat ein mittleres Sohlgefälle von etwa 34 ‰ und mündet etwa 155 Höhenmeter unterhalb des Eichholzbach-Ursprungs.

### Einzugsgebiet
Der Eschelbach hat ein 5,2 km² großes Einzugsgebiet, dessen höchster Punkt auf dem Spornplateau des Eichbergs bei Waldenberg liegt und eine Höhe von etwa 492 m ü. NHN erreicht. Dieses liegt, wie der ganze Südosten des Einzugsgebiets mit etwa einem Drittel des Gesamtfläche, naturräumlich im Unterraum Waldenburger Berge der Schwäbisch-Fränkische Waldberge, die übrigen, tiefer gelegenen zwei Drittel gehören zur Öhringer Ebene des Unterraums Westliche Hohenloher Ebene der Hohenloher und Haller Ebene, dem tieferen Vorland der Berglandschaft.
Diese ist überwiegend mit Wald bestanden, während am westlichen Unterhang des Eichbergs Weinreben stehen und weites Weichbild aus Obstwiesen um den Ort Eschelbach liegt, beide Landnutzungen gibt es in kleinerem Maße auch anderswo. Das übrige Offenland in der Ebene wird, kleine Wiesenpartien an den Hangfüßen und um die flacheren Bachläufe ausgenommen, beackert.
Ungefähr der naturräumlichen Teilung entsprechend, gehört ein völlig unbesiedeltes, hochgelegenes knappes Drittel zur Stadt Waldenburg und der größere tiefere Teil zur Stadt Neuenstein. Dort liegt das Dorf Eschelbach um den Zusammenfluss der Oberläufe. Der einzige andere Siedlungsplatz ist der Wohnplatz Eichberg über dem Weinbauhang.
Reihum grenzen die Einzugsgebiete der folgenden Nachbargewässer an:
- Im Nordwesten fließt ein kurzer Bach wenig vor dem Eschelbach zum Epbach, der über die Ohrn in den unteren Kocher entwässert;
- im Nordosten liegt Einzugsgebiet des höher in den Epbach einmündenden Kesselbachs an;
- hinter einem kurzen südöstlichen Wasserscheidenabschnitt bei Waldenburg liegt das Quellgebiet der Bibers, eines Zuflusses des mittleren Kochers;
- im Süden liegt das Einzugsgebiet des Michelbachs, der vor dem Epbach in die Ohrn einfließt;
- an der Westsüdwestseite läuft der Söllbach als letzter Zufluss vor dem Epbach zur Ohrn.

### Zuflüsse und Seen
Hierarchische Liste einer Auswahl der Zuflüsse und  Seen und  Hochwasserrückhaltebecken von der Quelle zur Mündung. Gewässerlänge, Seefläche, Einzugsgebiet und Höhe nach den entsprechenden Layern auf der Onlinekarte der LUBW. Andere Quellen für die Angaben sind vermerkt.
Zusammenfluss des Eschelbachs auf etwa 290 m ü. NHN in Neuenstein-Eschelbach im Untergrund der Einmündung des Hangwegs in die Kelterstraße.
- Eichholzbach, linker Oberlauf von Südwesten, 1,9 km und ca. 2,3 km². Entsteht auf etwa 410 m ü. NHN in der Krebsklinge weniger als 0,5 km westlich des Albert-Schweitzer-Kinderdorfs bei Waldenburg im Hangwald.
  - (Waldbach vom Huiloch), von links und Süden auf etwa 324 m ü. NHN nach dem Waldaustritt am Hangfuß gegenüber dem Wohnplatz Neuenstein-Eichberg am mittleren Hang, über 0,4 km[LUBW 8] und ca. 0,2 km². Entsteht auf etwa 375 m ü. NHN am Huiloch im Hangwald.
  - (Offenlandbach von Unter der Steige), von links und Südwesten auf etwa 309 m ü. NHN, über 0,2 km[LUBW 8] und ca. 0,1 km². Entsteht auf etwa 318 m ü. NHN am Feldweg zur Taggrube.
  -  Passiert kurz vor dem Dorfrand von Eschelbach im Gewann Egerten einen Teich am rechten Unterhang auf etwa 402 m ü. NHN, unter 0,2 ha. Um diesen herum liegen einige weitere, deutlich kleinere Teiche.
- Rotbächle, rechter Oberlauf von Osten, 1,3 km und ca. 1,2 km². Entsteht auf etwa 325 m ü. NHN ca. 0,7 km südwestlich von Neuenstein-Kesselfeld an der Hölle.
  - (Bach aus der Hölle), von links und Südosten auf etwa 318 m ü. NHN wenig unterhalb des Rotbächle-Ursprungs, ca. 0,4 km[LUBW 8] und unter 0,2 km². Entsteht auf etwa 345 m ü. NHN.
    -  Entwässert einen Teich am linken Unterhang auf etwa 332 m ü. NHN, unter 0,2 ha.
- Passiert unterhalb von Eschelbach einen am linken Ufer liegenden Teich auf etwa 266 m ü. NHN, unter 0,2 ha.

Mündung des Eschelbachs von links und Ostsüdosten auf 255,1 m ü. NHN an einem Gewerbegebäude gegenüber den Sportplätzen am unteren Ortsrand von Neuenstein in den unteren Epbach. Der Bach ist selbst 2,6 km lang, zusammen mit seinem längeren linken Oberlauf 4,5 km, und er hat ein 5,2 km² großes Einzugsgebiet.

## Geologie
Das gesamte Einzugsgebiet liegt im Keuper. Oben auf dem Waldenburger Berge liegt ein Streifen des diese bedeckenden Kieselsandsteins (Hassberge-Formation) am Rande des Einzugsgebietes. Darunter am Hang streichen nacheinander die Unteren Bunten Mergel (Steigerwald-Formation), in dem die nächsten Quellen des Eichholzgraben entspringen, dann ein schmales Band von Schilfsandstein (Stuttgart-Formation) und schließlich der Gipskeuper (Grabfeld-Formation) aus, in dem das Rotbächle entsteht. Die untersten Abschnitte beider Quellbäche erreichen kurz vor dem Ortsrand von Eschelbach den Lettenkeuper (Erfurt-Formation), in dessen Schichthöhe der Eschelbach dann weiter bis zur Mündung läuft.
Auf den nicht sehr hohen Hügeln beidseits des Eschelbachs liegt Lösssediment aus quartärer Ablagerung.
Der Eichholzgraben hat ein obenhin in die höheeen Keuperschichten verzweigtes, im Gipskeuper gegen das Dorf zu recht breites Band von Schwemmland eingelagert. Um das Rotbächle liegt ein Auenlehmband und auch der Eschelbach verläuft vom unteren Ortsrand Eschelbachs in einem solchen bis zur Mündung.
Der Teich linksseits des Rotenbächle-Zuflusses etwa 1,3 km östlich von Eschelbach ist eine unter Wasser stehende ehemalige Tongrube. Der Abbau ging auf die Dunkelroten Mergel im mittleren Gipskeuper.

### Schutzgebiete
Das Auenwäldchen um das Rotbächle steht als „Feuchtgebiet Koppe“ (!) unter Naturdenkmalschutz. Ein Zipfel des Landschaftsschutzgebietes Landschaftsteile im Raum Waldenburg reicht von Osten her auf dem nördlichen Oberhang des Eichbergs ins Einzugsgebiet herein. Der gesamte Waldenburger Gebietsanteil liegt im Naturpark Schwäbisch-Fränkischer Wald.

## Tourismus
Der Frankenweg (Hauptwanderweg 8) des Schwäbischen Albvereins führt von Neuenstein im Norden her ins Dorf Eschelbach, steigt über den Weinberghang am Eichberg nach Waldenburg auf und wendet sich dann, ein Stück weit auf der südlichen Wasserscheide, nach Westen in Richtung Michelbach am Wald.
 Der Württembergische Wein-Wanderweg desselben Vereins erreicht gebündelt mit dem Frankenweg das Dorf Eschelbach, steigt von dort bis wenig unterhalb der südlichen Wasserscheide an und wendet sich dann am Oberhang ebenfalls nach Westen nach Michelbach.

### LUBW
Amtliche Online-Gewässerkarte mit passendem Ausschnitt und den hier benutzten Layern: Lauf und Einzugsgebiet des Eschelbachs

Allgemeiner Einstieg ohne Voreinstellungen und Layer: Daten- und Kartendienst der Landesanstalt für Umwelt Baden-Württemberg (LUBW) (Hinweise)
1. 1 2 3 4 5  Höhe nach dem Höhenlinienbild auf dem Hintergrundlayer Topographische Karte.
2. 1 2  Höhe nach grauer Beschriftung auf dem Hintergrundlayer Topographische Karte.
3. 1 2 3  Länge nach dem Layer Gewässernetz (AWGN).
4. 1 2  Einzugsgebiet nach dem Layer Basiseinzugsgebiet (AWGN).
5. 1 2 3  Natur teilweise nach dem Layer Geschützte Biotope.
6. ↑  Seefläche nach dem Layer Stehende Gewässer.
7. ↑  Einzugsgebiet abgemessen auf dem Hintergrundlayer Topographische Karte.
8. 1 2 3  Länge abgemessen auf dem Hintergrundlayer Topographische Karte.
9. ↑  Schutzgebiete nach den einschlägigen Layern.

### Andere Belege
1. ↑  Abfluss-BW: Modellierte Abflusswerte an der Mündung
2. ↑  Einwohnerzahl nach der Seite Ortsteile auf der Stadtwebsite von Neuenstein. Abgefragt am 23. Februar 2024.
3. ↑  Alter Auenbach westlich von Eschelbach nach:
  - Meßtischblatt 6823 Pfedelbach von 1932  in der Deutschen Fotothek
4. ↑  Wolf-Dieter Sick: Geographische Landesaufnahme: Die naturräumlichen Einheiten auf Blatt 162 Rothenburg o. d. Tauber. Bundesanstalt für Landeskunde, Bad Godesberg 1962. → Online-Karte (PDF; 4,7 MB)
5. ↑  Geologie nach den Layern zu Geologische Karte 1:50.000 auf: Mapserver des Landesamtes für Geologie, Rohstoffe und Bergbau (LGRB) (Hinweise)
6. ↑  Geotopsteckbrief der aufgelassenen Tongrube östlich von Eschelbach (PDF, 338 kByte) auf dem Server des Landesamtes für Geologie, Rohstoffe und Bergbau (LGRB)